# Mario-Zucchelli-Station
Koordinaten: 74° 41′ 40″ S, 164° 6′ 47″ O

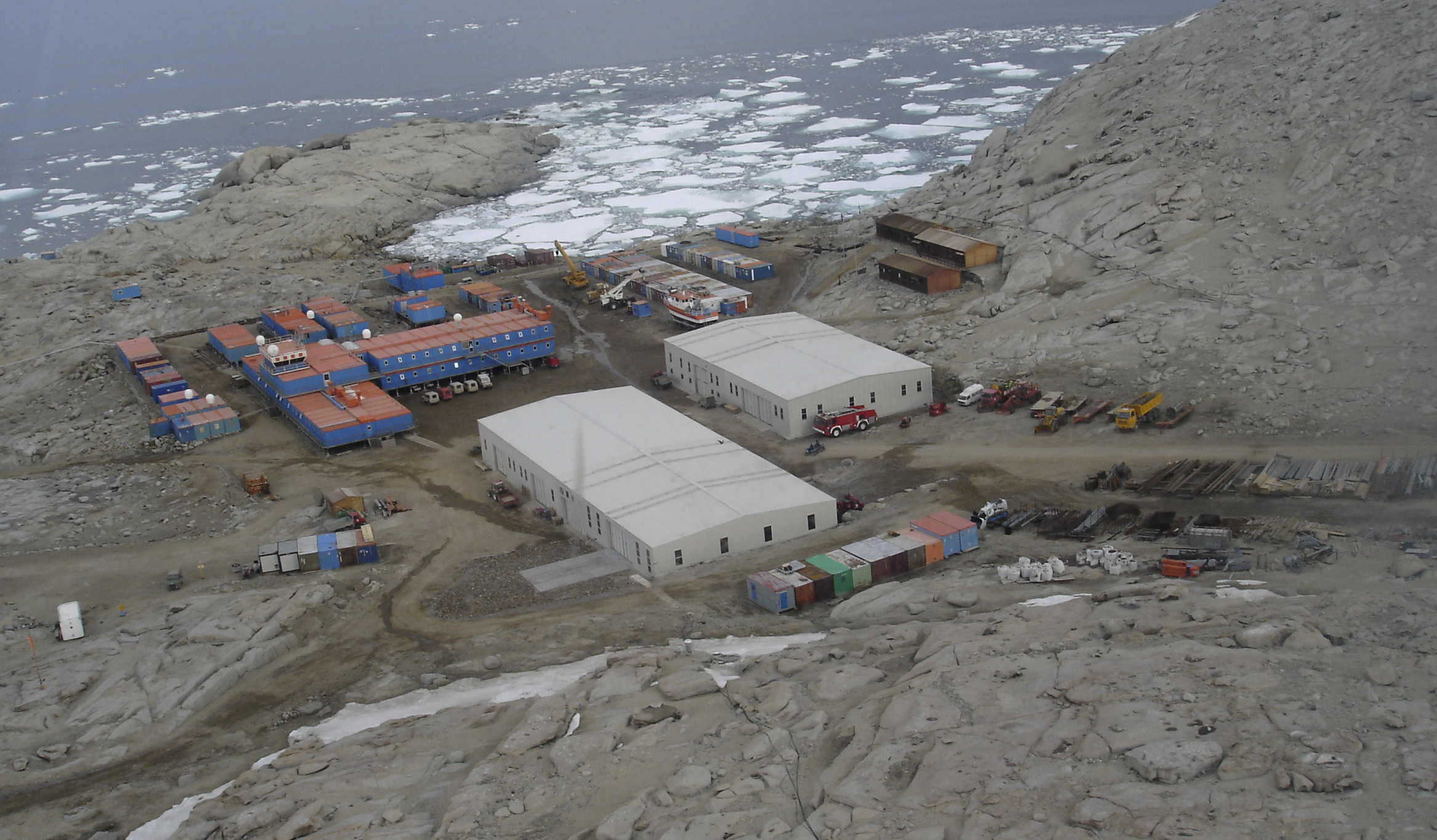
Mario-Zucchelli-Station in der Terra Nova Bay am Rossmeer

Die Mario-Zucchelli-Station (MZS) ist eine 1985 erbaute italienische Antarktis-Station am Rossmeer in der Terra-Nova-Bucht an der Scott-Küste des Victorialandes. Bis zum Jahr 2004 hieß die Forschungsstation Station Baia Terra Nova (Neue-Erde-Bucht-Station), nach der Terra Nova Bay, in der sie angelegt wurde, dann wurde sie nach dem verstorbenen ersten Leiter des italienischen Antarktis-Programms benannt. Die Station befindet sich auf einer Halbinsel mit Nord-Süd-Ausrichtung, wodurch der Zugang zum Meer im Osten und Westen gewährt wird. Sie liegt auf eisfreiem Felsen 15 m über Meereshöhe und 100 m von der Küste entfernt.
Die Station besteht aus sieben Hauptgebäuden und einigen Zusatzgebäuden und fasst maximal 124 Personen. Hinzu kommen die unbemannten Außenstellen Campo Icaro (Klimastation) und Campo Antenne (Antennenfarm).
Rund sechs Kilometer südlich der Station, bei Boulder Clay, begann 2017 der Bau eines Flugplatzes mit einer 2200 Meter langen und 45 Meter breiten befestigten Start- und Landebahn, der 2022 erstmals angeflogen wurde. Dieser ersetzt eine 3000 Meter lange Bahn, die saisonal auf dem Packeis in der Bucht eingerichtet und im antarktischen Sommer von Transportmaschinen angeflogen wurde, gelegentlich auch von Hercules C-130 der italienischen Luftwaffe. Versorgt werden kann die Forschungsstation auch von Schiffen, die von Lyttelton (Christchurch) in Neuseeland aus operieren, darunter das italienische Forschungsschiff Laura Bassi (bis 2017 die Italica). Die nur während der Sommermonate betriebene MZS dient auch als Logistikstützpunkt für die 1.200 km entfernte französisch-italienische Station Dome Concordia, die ganzjährig besetzt ist. Aus logistischen Gründen betreibt die MZS in der Umgebung kleinere Flugplätze (Skiways) mit den Bezeichnungen Mid Point (auf dem Weg zur Dome C), Sitry, Browning Pass und Enigma Lake.
Nächstgelegene Stationen sind die deutsche Gondwana-Station und die 2014 eröffnete südkoreanische Jang-Bogo-Station, die beide rund 10 km entfernt sind. In jeweils rund 350 km Entfernung liegen die Station McMurdo und die Scott-Station. Christchurch und Lyttelton in Neuseeland sind rund 3200 km entfernt.
Prinzessin Anne besuchte im Februar 2002 die Mario-Zucchelli-Station im Rahmen ihrer Reise zum 100. Jahrestag der Ankunft des Polarforschers Robert Falcon Scott.